# Wavelength (노래)
《Wavelength》는 북아일랜드의 싱어송라이터 밴 모리슨의 노래이다. 1978년에 동명의 음반의 타이틀곡으로 실린 뒤 싱글로 발매되었다.